# نظائر النيوبيوم
نظائر النيوبيوم هي مجموع النظائر الطبيعية والمصطنعة لعنصر النيوبيوم.
يتكون النيوبيوم الموجود في الطبيعة من نظير مستقر وحيد: نيوبيوم-93 93Nb. ولكن يوجد لهذا العنصر العديد من النظائر المشعة المصطنعة، ويبلغ عددها 32، وتتراوح أعدادها الكتلية بين 81 - 113. أكثر تلك النظائر المشعة استقراراً هو النظير نيوبيوم-92 92Nb، إذ يبلغ عمر النصف لديه مقدار 34.7 مليون سنة؛ أما أقصرها عمراً فهو النظير نيوبيوم-113 113Nb، بعمر نصف مقداره 30 ميلي ثانية.
تضمحل نظائر النيوبيوم المشعة ذات أعداد الكتلة الأقل 93 وفق انبعاث البوزيترون؛ أما نظائر النيوبيوم المشعة ذات أعداد الكتلة الأكبر من 93 فإنها تضمحل بانبعاث الإلكترونات وفق اضمحلال بيتا، مع وجود بعض الاستثناءات. للنيوبيوم أيضاً عدد معتبر من المصاوغات النووية، وتتراوح أعدادها الكتلية بين 84 - 104، وهي متوفرة لجميع النظائر في هذا المجال، ما عدا 96Nb و101Nb و103Nb.